# Ondolf Rojahn
Ondolf Rojahn (* 1944 in Wabnitz) ist ein deutscher Jurist und war Richter am Bundesverwaltungsgericht.

## Leben
Rojahn betrieb seine Studien der Rechtswissenschaft in Tübingen, Berlin und Hamburg. Im Sommersemester 1963 wurde er Mitglied der Studentenverbindung A.V. Igel Tübingen. Er promovierte 1972 an der Universität Kiel und legte 1973 die Zweite Juristische Staatsprüfung ab. 1974 erwarb Rojahn den Grad eines Magisters der Rechte an der Universität Harvard.
Im Anschluss hieran war Rojahn sieben Jahre lang am Institut für internationale Angelegenheiten der Universität Hamburg tätig, bevor er 1981 zum Richter am Verwaltungsgericht Hamburg ernannt wurde. Hierauf folgte 1986 seine Ernennung zum Richter am Oberverwaltungsgericht Hamburg.
Schließlich wurde Rojahn im Januar 1992 zum Richter am Bundesverwaltungsgericht ernannt. Hier wurde er zunächst dem für das Fürsorgerecht einschließlich des Asylbewerberleistungsrechts, für das Schwerbehindertenrecht, für das Mutterschutzrecht und für das Jugendhilfe- und Jugendschutzrecht zuständigen 5. Revisionssenat zugeordnet, wechselte im Januar 1997 aber zum 4. Revisionssenat, in dessen Zuständigkeit etwa das Bau- und Bodenrecht, das Raumordnungsrecht, das Fachplanungsrecht und das Straßen- und Wegerecht sowie, seit 1. Januar 2003, das Recht der Anlage und des Betriebes von Flugplätzen fällt. Für diesen Senat wurde Rojahn im Juli 2006 auch zum stellvertretenden Vorsitzenden ernannt. Mit Ablauf des 28. Februar 2009 trat Rojahn in den Ruhestand.
Ondolf Rojahn ist wissenschaftlich seit Oktober 1999 als Honorarprofessor der Universität Leipzig tätig.
In dem von Ingo von Münch und Philip Kunig herausgegebenen Grundgesetz-Kommentar kommentierte Rojahn ab 1996 die europarechtsbezogenen Bestimmungen des Grundgesetzes.